# Nia
Nia ist ein weiblicher Vorname.

## Herkunft und Bedeutung
Nia ist eine walisische Form des irischen Namens Niamh und bedeutet „die Strahlende“ oder „die Schöne“.
Außerdem ist Nia ein Name aus dem Setswana mit der Bedeutung „Glück“.
Nia (Georgisch: ნია) ist ein weiblicher Vorname, der zurzeit in Georgien sehr beliebt ist und auf Rang 6 der häufigsten georgischen Mädchennamen steht.

## Namensträgerinnen
- Nia Ali (* 1988), US-amerikanische Leichtathletin (Hürdenlauf)
- Nia DaCosta (* 1989), US-amerikanische Filmregisseurin und Drehbuchautorin
- Nia Grant (* 1993), US-amerikanische Volleyballspielerin
- Nia Jones (* 1992), walisische Fußball- und Netzballspielerin
- Nia Künzer (* 1980), deutsche Fußballspielerin
- Nia Long (* 1970), US-amerikanische Schauspielerin
- Nia Nacci (* 1998), US-amerikanische Pornodarstellerin
- Nia Peeples (* 1961), US-amerikanische Sängerin und Schauspielerin
- Nia Vardalos (* 1962), griechisch-kanadische Schauspielerin
- Nia Williams (* 1990), US-amerikanische Fußballspielerin